# وحید صابری
وحید صابری خوانندهٔ اهل افغانستان است. او برای دو آهنگ «دو موجود ز هستی گرامی‌تر است» و «یک روز بلند آفتابی» معروف است.
او به همراه فرهاد دریا، اسد بدیع، مختار مجید و جاوید راهی  در دههٔ ۱۹۸۰ میلادی، گروه باران را در کابل تشکیل داد که به شهرت و موفقیت بی‌سابقه در افغانستان دست یافت.